# Chambellan (Haiti)
Chambellan este o comună din arondismentul Jérémie, departamentul Grand'Anse, Haiti, cu o suprafață de 73,13 km2 și o populație de 24.062 locuitori (2009).